# Leptomyrmex wheeleri
Leptomyrmex wheeleri är en myrart som beskrevs av Horace Donisthorpe 1948. Leptomyrmex wheeleri ingår i släktet Leptomyrmex och familjen myror. Inga underarter finns listade i Catalogue of Life.